# پوئد
پوئد (به انگلیسی: PO'ed) بازی ویدئویی محصول سال ۱۹۹۵ میلادی است که توسط شرکت Any Channel تولید و در آمریکای شمالی برای کنسول ۳دی‌او منتشر گردید. این بازی یک سال بعد (۱۹۹۶) توسط شرکت آکولید برای پلی‌استیشن و ۳دی‌او در اروپا انتشار یافت. انتشار نسخه بازسازی دیجیتالی شده بازی در تاریخ نامعلومی از سال ۲۰۲۴ میلادی برای رایانه‌های شخصی و کنسول‌های بازی ویدئویی نسل هشتمی و نهمی برنامه‌ریزی شده است.

## خلاصه داستان
داستان بازی در مورد یک سرآشپز می‌باشد که سفینه اش در یک سیاره ناشناخته خراب و مجبور به فرود شده است و اکنون باید از میان مراحل پر از هیولا خود را نجات دهد.

## گیم پلی
«پوئد» یک بازی در ژانر تیراندازی اول شخص است. قهرمان بازی با استفاده از اسلحه‌های مختلف (مانند ماهی‌تابه و ...) باید مسیر خود را از میان ۲۶ مرحله مختلف پیدا کند و با هیولاها و موجودات عجیب و غریب زیادی مبارزه کند. یکی از ابزارهای مفید که در بازی وجود دارد، یک جت پک است که بازیباز به وسیله آن می‌تواند در مراحل بازی جستجو نماید و محل‌های مخفی را که در حالت پیاده قادر به کشف آن‌ها نیست، بیابد.

## بازتاب‌ها
| ناشر                    | امتیاز               |
| ----------------------- | -------------------- |
| الکترونیک گیمینگ مانثلی | ۶٫۱۲۵/۱۰ (پلی‌استیشن) |
| مجله ماکسیموم           | (3DO)                |
| مجله نکست جنریشن        | (PS1)                |

«اسکیری لری» منتقد ماهنامه آمریکایی گیم‌پرو معتقد است کنترل بازی دارای مشکل‌های جدی و اساسی می‌باشد و حرکت شخصیت اصلی بازی در بسیاری از موارد، سخت و خارج از کنترل بازیباز است. با اینحال در مورد بازی نتیجه‌گیری نموده که به اندازه کافی لذت بازی تیراندازی اول شخص را به بازیباز کنسول ۳دی‌او می‌دهد، در ضمن از هوش مصنوعی دشمنان، کلکسیون متنوع اسلحه‌ها، فضای خنده دار و فکاهی و گرافیک خوب بازی تمجید نموده است. مجله ماکسیموم، بازی را «ضعیف‌ترین بازی سه بعدی که تا به حال روی تمام پلتفرم‌ها عرضه شده» می‌داند. منتقد این مجله محیط سه بعدی پر از عیب فنی، کف و سطوح بدون تکستچر، طنز بسیار مصنوعی، طراحی ضعیف گرافیکی دشمنان و در نهایت کنترل بسیار ضعیف بازی را از جمله موارد ضعف و ایراد وارده بر این عنوان می‌داند.

منتقدین ماهنامه الکترونیک گیمینگ نسخه پلی استیشن بازی را نقد نموده و آن را یک بازی بی‌روح و ضعیف در ژانر تیراندازی اول شخص می‌دانند که تفاوتی با دیگر عناوین اول شخص ندارد. Mark Lefebvre نسخه «۳دی‌او» بازی را نقد نموده و ضعف اصلی آن را کمبود پیشرفت نسبت به نسخه پلی استیشن می‌داند. اما Mike Desmond نظر دیگری در مورد این بازی دارد، او این عنوان را «یک محصول خوب با میانگین نمرات مثبت بالا که به خوبی عناوینی مانند Doom و Duke Nukem 3D است می‌داند». در ضمن او از گرافیک پر از جزئیات، طراحی بسیار متنوع مراحل و مجموعه زیاد اسلحه‌های به دست آوردنی داخل بازی تعریف و تمجید کرده است. منتقد گیم پرو، Slo Mo بازی را فاقد حس ترس و فضای بازی‌هایی مانند Doom و Alien Trilogy می‌داند. ضمن اینکه از هوش مصنوعی و اسلحه‌های منحصر به فرد داخل بازی نیز تعریف نموده است. ماهنامه آمریکایی «نکست جنریشن» در نقد بازی عنوان می‌کند که نسخه پلی استیشن بازی تمام خصوصیات و حالت‌های خاص و نامانوس نسخه ۳دی‌او را دارا می‌باشد، ضمن اینکه نسخه پلی‌استیشن دارای کنترل بهتر و گرافیک پر جزئیات تر از نسخه اصلی بازی (۳دی‌او) است.